# Quand les feuilles tombent
Pour plus de détails, voir Fiche technique et Distribution.
Quand les feuilles tombent est un film muet français réalisé par Louis Feuillade et sorti en 1911,.

## Fiche technique
- Réalisation et scénario : Louis Feuillade
- Société de production : Société des Établissements L. Gaumont
- Pays : France
- Format : Muet - Noir et blanc - 1,33:1 - 35 mm
- Métrage : 300 m
- Genre : Drame
- Date de sortie : 
  -  France - 1911

## Distribution
- Renée Carl
- Yvette Andréyor
- Louise Lagrange
- Luitz-Morat
- René Navarre
- Maurice Vinot
- Georges Wague